# حلقه‌های هرج‌ومرج ۲
حلقه‌های هرج و مرج ۲ (انگلیسی: Chaos Rings II) یک بازی ویدئویی نقش‌آفرینی تک‌نفره برای سکوهای اندروید، آی‌اواس می‌باشد که توسط مدیا.ویژن توسعه و اسکوئر انیکس نشر پیدا کرده است.
این بازی سومین قسمت از سری حلقه‌های هرج و مرج بوده و داستانش بعد از حلقه‌های هرج و مرج (۲۰۱۰) و قبل از حلقه‌های هرج و مرج اومگا (۲۰۱۱) و بازی اصلی می‌باشد.